# Guerra italiana de 1551–1559

A Guerra italiana de 1551-1559, também conhecida como Guerra Habsburgo–Valois e como Última Guerra Italiana, começou quando Henrique II da França, que havia sucedido Francisco I no trono, declarou guerra ao Imperador Romano-Germânico Carlos V com o objetivo de recapturar a Itália e garantir a França o domínio nas questões europeias, que se encontrava com a Casa de Habsburgo. A guerra foi a última de uma serie de guerras entre os mesmos beligerantes que aconteciam desde 1521. Os historiadores enfatizam a importância da pólvora, de novas formas de fortificação que eram mais resistentes aos tiros de canhão, e o aumento da profissionalização dos soldados.